# Mir-2

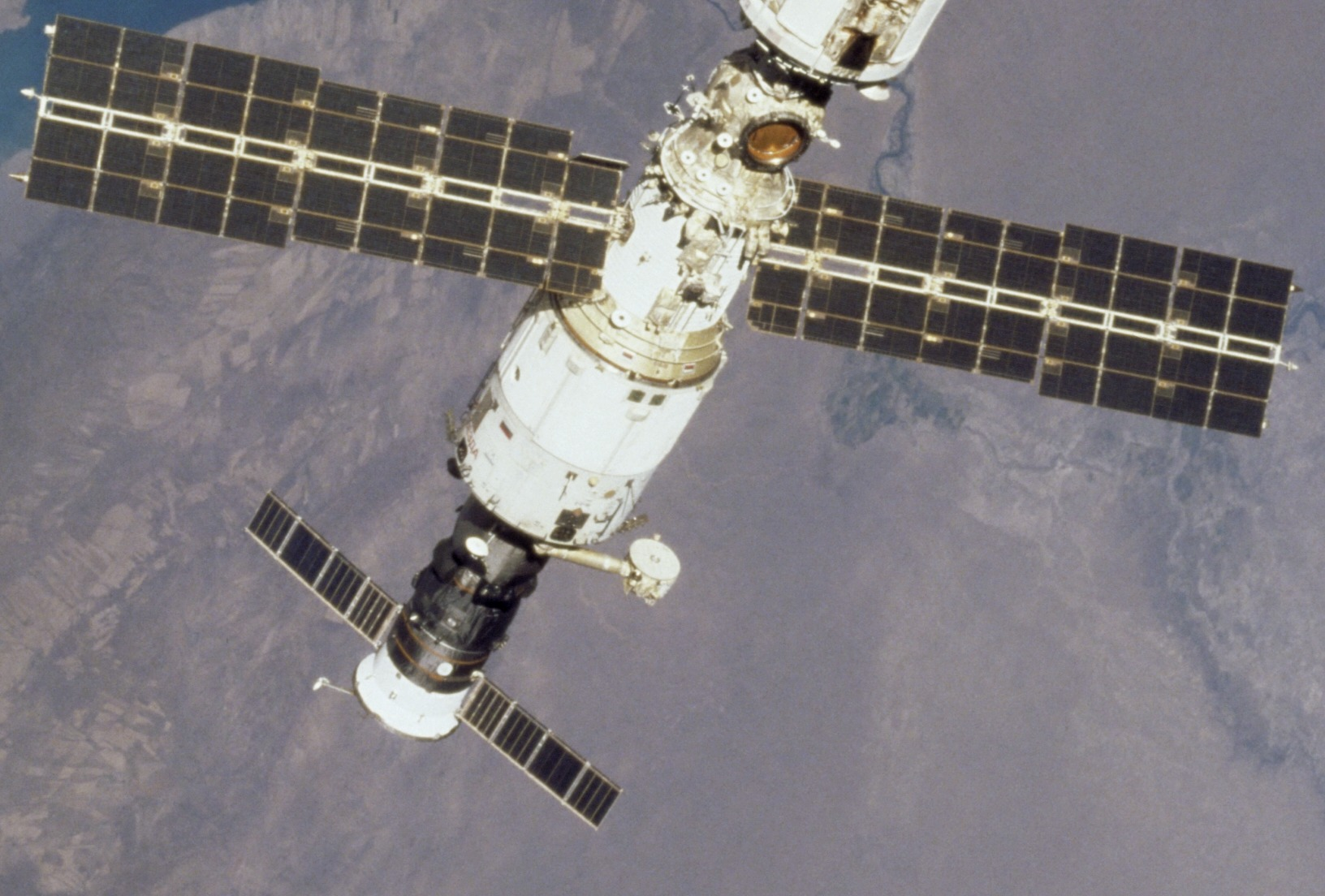
Módulo básico de la estación "Mir-2" con la cápsula «Progress М1-3» atracada.

La Mir-2 fue un proyecto de estación espacial que había comenzado en febrero de 1976. Algunos de los módulos fabricados para la Mir 2 han sido incorporados a la Estación Espacial Internacional (EEI).

## Historia del proyecto
El proyecto sufrió muchos cambios, pero siempre estuvo basado en el módulo central de la estación espacial, el bloque DOS-8, derivado del diseño de las estaciones Saliut. Fue construido como reserva para el bloque base DOS-7 usado en la estación Mir. Finalmente el bloque base DOS-8 fue usado como el módulo Zvezda de la EEI. Su línea de diseño se retrotrae a las estaciones Salyut originales.

### Evolución del proyectoMir-2

#### 1981 a 1987: KB Salyut Mir-2
El prototipo del módulo central era como un Polyus. La Mir-2 hubiera sido capaz de acoplar al menos cuatro módulos en funcionamiento normal.

#### 14 de diciembre de 1987: NPO Energía Mir-2
Diseñado como OSETS (Ensamblado Orbital y Centro de Operaciones). La estación estaría construida en órbita de 65 grados y consistiría en módulos de 90 toneladas.
- Lanzamiento 1 - DOS 8, proporcionado un habitáculo para la tripulación de ensamblaje.
- Lanzamiento 2 - módulo de 90 toneladas.
- Lanzamiento 3 - armazón y paneles solares.
- Lanzamientos 4 a 6 - módulos de 90 toneladas extra.

#### 1991: "Mir-1.5"
Esto supondría el lanzamiento del DOS-8, después del cual el transbordador Buran forzaría el módulo, se encontraría con la Mir, y lo amarraría al viejo bloque base DOS-7. Posteriormente se alteró este plan de tal forma que ese DOS-8 maniobraría y se acoplaría por sí mismo a la Mir. Continuaría amarrado durante dos años.

#### 1992: "Mir-2"
La estación consistiría del módulo central DOS-8 y una viga cruzada llamada la NEP (Plataforma de Energía). Esta fue equipada con paneles solares retráctiles MSB, paquetes de propulsores y pequeños paquetes científicos.
Se planearon cuatro módulos de 3 a 4 toneladas:
- Módulo de Atraque - con el sistema de acoplamiento andrógino universal APDS, y una escotilla lateral para paseos espaciales
- Módulo de Recursos - equipado con gyrodynes para orientar la estación y un puerto de atraque pasivo para las naves Soyuz y Progress
- Módulo de Tecnología - con experimentos materiales
- Módulo de Biotecnología

#### Noviembre de 1993: Mir-2 incorporada en la Estación Espacial Internacional
Los elementos rusos de la Estación Espacial Internacional incluyen:
- Zaryá FGB, el primer elemento lanzado. Este fue un módulo con un sistema de propulsión derivado de la nave TKS construido por KB Salyut con financiación estadounidense.
- Módulo de Servicio Zvezda - esta es la estación DOS-8, que fue lanzada como el tercer principal módulo de la EEI en julio de 2000.
- SO-1 (Cámara Pirs) - uno de los módulos de atraque diseñados originalmente para el Buran/Mir-2. Fue añadido a la estación en septiembre de 2001.